# Smugi (powiat opatowski)
Smugi – wieś w Polsce, położona w województwie świętokrzyskim, w powiecie opatowskim, w gminie Wojciechowice.
| SIMC    | Nazwa       | Rodzaj    |
| ------- | ----------- | --------- |
| 0810302 | Na Folwarku | część wsi |

W latach 1975–1998 miejscowość położona była w województwie tarnobrzeskim.
Znajdują się tu także obiekty fizjograficzne o nazwach: Jasickie, Na Smugach oraz Przy Lesie.